# Thomas of Lundie
Thomas of Lundie (auch Thomas Durward oder Thomas Hostiarius; † zwischen 17. August 1228 und 12. Oktober 1233) war ein schottischer Adliger und Höfling.

## Herkunft
Thomas of Lundie war der älteste Sohn von Malcolm of Lundie. Über seinen Vater ist nur wenig bekannt. Er war sehr wahrscheinlich schottisch-gälischer Herkunft und wird gegen Ende des 12. Jahrhunderts als Lord of Lundie  im westlichen Angus erwähnt. Malcolm hatte eine Tochter von Gille Críst, Earl of Mar geheiratet, was seinen Einfluss und seine Stellung nördlich des Tay bezeugt. Vermutlich hatte er bereits das Hofamt des Hostiarius (englisch Doorward), des Türstehers am Königshof innegehabt. Nach diesem Amt erhielt die Familie den Namen Durward.

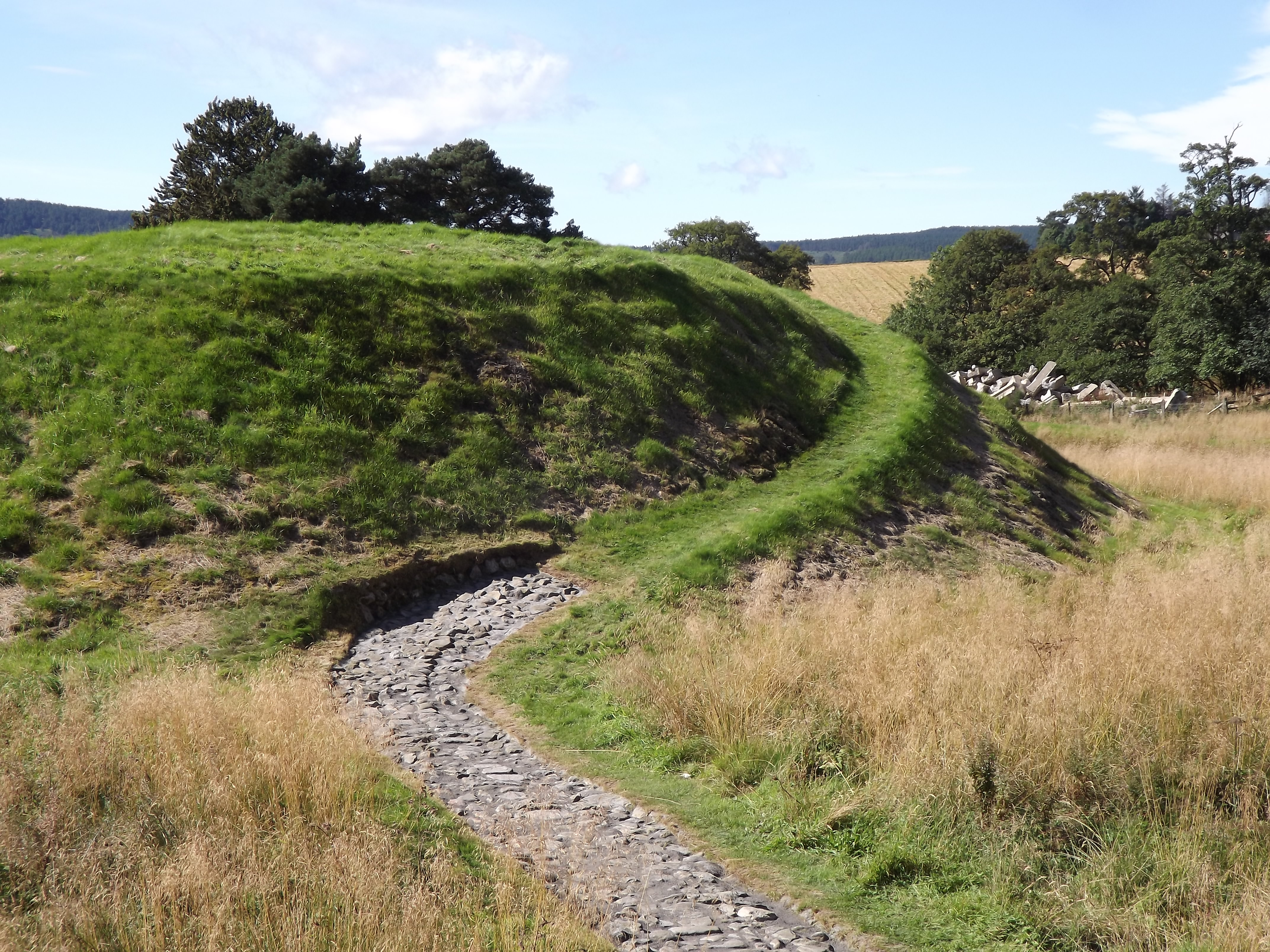
Der vermutlich durch Thomas of Lundie aufgeschüttete Burghügel des Peel of Lumphanan

## Dienst am Königshof und Erbstreit um Mar
Thomas of Lundie wird bereits gegen Ende der Herrschaft von König Wilhelm I. als Baron erwähnt. Über seine Mutter hatte er Landbesitz in Mar geerbt. Sein Großvater Earl Gille war vor 1211 gestorben, worauf der Titel Earl of Mar zwischen Thomas und Malcolm, einem Sohn des früheren Earls Morgrund umstritten war. 1211 führten Thomas und Malcolm gemeinsam das Aufgebot von Mar, um die Rebellion von Guthred Macwilliam in Nordschottland niederzuschlagen. Der Feldzug konnte die Rebellion nicht endgültig niederschlagen, doch nach dem Sieg über die Rebellen bis 1215 konnte Thomas wohl weiteren Besitz in Nordschottland erwerben. Trotz seines Hofamts, das Thomas von seinem Vater übernommen hatte, war er während der Herrschaft von König Wilhelm wahrscheinlich nur selten am Königshof. Anfang 1215 bestätigte der neue König Alexander II. Thomas in seinem Amt. In den 1220er Jahren gehörte Thomas dann zu den engeren Vertrauten des Königs und bezeugte bis 1228 vierzehn königliche Urkunden. Seine hervorgehobene Stellung wird deutlich, als er im Juni 1220 die Vereinbarungen beschwor, die der schottische König und der englische König Heinrich III. in York geschlossen hatten und die den Krieg zwischen den beiden Reichen endgültig beendeten. Trotz seiner Stellung am Königshof wurde aber nach 1222 nicht Thomas, sondern Duncan, einem Bruder seines früheren Rivalen Malcolm der Titel Earl of Mar zugesprochen. Als Entschädigung erhielt Thomas umfangreichen Landbesitz in Mar. Der vermutlich von ihm errichtete Peel of Lumphanan sollte diese neuen, zwischen den Flüssen Dee und Don gelegene Baronie schützen. 1233 wird Alan, der Sohn von Thomas, als Lord erwähnt, so dass Thomas zuvor gestorben sein muss.

## Ehe und Nachkommen
Thomas hatte eine Tochter von Malcolm, Earl of Atholl und dessen zweiten Frau, der Witwe von Richard Comyn, geheiratet. Er hatte mindestens einen Sohn:
- Alan Durward († 1275)